# التاريخ الاقتصادي للأرجنتين
يُعد التاريخ الاقتصادي للأرجنتين من الأكثر خضوعًا للدراسة بسبب «المفارقة الأرجنتينية»، أي حالتها الفريدة كبلد حقق تطورًا متقدمًا في مطلع القرن العشرين لكنّه شهد انعكاسًا، ألهم ثروة هائلة من الأدب وتحليلات متنوعة عن أسباب هذا التراجع. منذ استقلالها عن إسبانيا في عام 1816، تخلفت البلاد عن سداد ديونها ثماني مرات، وكثيرًا ما كان التضخم ثنائي الرقم، حتى أنه بلغ 5000%، ما أدى إلى خفض قيمة العملة على نطاق واسع.
تتمتع الأرجنتين بمزايا نسبية محددة في مجال الزراعة، حيث تتمتع البلاد بكمية هائلة من الأراضي الخصبة للغاية. بين عامي 1860 و1930، أدّى استغلال أراضي البامبا الغنية إلى دفع النمو الاقتصادي بقوة. خلال العقود الثلاثة الأولى من القرن العشرين، تفوقت الأرجنتين على كندا وأستراليا في عدد السكان، والدخل الإجمالي، متوسط دخل الفرد. بحلول عام 1913، كانت الأرجنتين الدولة العاشرة الأكثر ثراء على مستوى العالم من حيث دخل الفرد.
لكن ابتداءً من ثلاثينيات القرن العشرين، تدهور الاقتصاد الأرجنتيني تدهورًا ملحوظًا. وكان العامل الأكثر أهمية في هذا التدهور هو عدم الاستقرار السياسي منذ عام 1930، عندما تولى المجلس العسكري السلطة، مُنهيًا سبعة عقود من الحكم الدستوري المدني. من ناحية الاقتصاد الكلي، كانت الأرجنتين واحدة من أكثر الدول استقرارًا وتحفّظًا حتى أزمة الكساد الكبير، التي تحولت بعده إلى واحدة من أكثر دول العالم اضطرابًا. على الرغم من ذلك، كان متوسط نصيب الفرد في الناتج المحلي الإجمالي في الأرجنتين حتى عام 1962 أعلى من نظيره في النمسا وإيطاليا واليابان ومُستعمره السابق، إسبانيا. أجبرت الحكومات المتعاقبة من ثلاثينيات وحتى سبعينيات القرن العشرين إستراتيجية استبدال الواردات لتحقيق الاكتفاء الذاتي الصناعي، ولكن تشجيع الحكومة للنمو الصناعي أدى إلى تحويل الاستثمار عن الإنتاج الزراعي، الذي انخفض انخفاضًا كبيرًا.
انتهى عصر استبدال الواردات في عام 1976، ولكن في الوقت نفسه أدى الإنفاق الحكومي المتزايد، والزيادة الكبيرة في الأجور، والإنتاج غير الفعال إلى التضخم المزمن الذي ارتفع خلال ثمانينيات القرن العشرين. كما ساهمت التدابير التي سُنّت أثناء الحكم الدكتاتوري الأخير في الدين الخارجي الضخم في أواخر الثمانينيات، والذي أصبح يعادل ثلاثة أرباع الدخل القومي الإجمالي.
في أوائل التسعينيات نجحت الحكومة في كبح التضخم من خلال جعل البيزو متساويًا من حيث القيمة مع الدولار الأميركي، وخصخصة العديد من الشركات التي تديرها الدولة، مُستخدمةً جزءًا من العائدات لخفض الدين الوطني. لكن الركود المستمر في مطلع القرن الحادي والعشرين بلغ ذروته في شكل عجز عن سداد الديون، خفّضت الحكومة قيمة البيزو مرة أخرى. بحلول عام 2005 كان الاقتصاد قد تعافى، ولكن الحكم القضائي الناشئ عن الأزمة السابقة أدى إلى عجز جديد عن سداد الديون في عام 2014.

## الاقتصاد الاستعماري
خلال الفترة الاستعمارية، قدمت الأرجنتين الحالية مزايا اقتصادية أقل مقارنة بأجزاء أخرى من الإمبراطورية الإسبانية مثل المكسيك أو البيرو، الأمر الذي جعلها تحتل مكانة ثانوية في الاقتصاد الاستعماري الإسباني. فهي تفتقر إلى الودائع من الذهب أو غيره من المعادن الثمينة، ولم تؤسس حضارات محلية كي تخضع للإنكوميندا. كان تعداد السكان الضئيل مصحوبًا بتطور صعب في علم الحساب في القرن السابع عشر. مع ذلك، تغلبت الأرجنتين على البيرو، التي تمتعت بتطور سريع في علم الحساب من خلال الاتصال مع إنديوس، في منتصف القرن الثامن عشر. يدل هذا التطور في علم الحساب كقياس للتنمية الحديثة المبكرة على التطور السريع والملحوظ للأرجنتين في فترة الاستعمار.
احتُلت ثلثا أراضيه الحالية فقط خلال الفترة الاستعمارية، لأن الثلث المتبقي كان هضبة باتاغونيا، التي لا تزال قليلة السكان حتى اليوم. استهلك المنتجون أنفسهم والسوق المحلية الصغيرة ناتج قطاع الزراعة والثروة الحيوانية بشكل رئيسي، ولم يرتبط هذا القطاع بالتجارة الخارجية إلا في نهاية القرن الثامن عشر. تميزت الفترة ما بين القرن السادس عشر ونهاية القرن الثامن عشر بوجود اقتصاديات إقليمية مكتفية ذاتيًا تفصل بينها مسافات شاسعة وقلّة الاتصالات النهرية أو البحرية ومخاطر ومشقة النقل البري. بحلول نهاية القرن الثامن عشر، نشأ اقتصاد وطني كبير، حيث طورت الأرجنتين سوقًا تتم فيه التدفقات المتبادلة لرأس المال والعمالة والسلع على نطاق كبير بين مختلف مناطقها، والتي كانت تفتقر إليها حتى الآن.
يعتبر مؤرخون مثل ميلكاديس بينيا أن هذه الفترة التاريخية بين الأميركيتين على أنها ما قبل الرأسمالية، حيث أن أغلب إنتاج المدن الساحلية كان مُخصصًا للأسواق الخارجية. يعتبر رودولفو بويغروس هذا المجتمع بدلًا من ذلك مجتمع إقطاعي، قائمًا على علاقات العمل مثل الإنكوميندا أو العبودية. يعتبر نوربيرتو جالاسو وإنريكيه ريفيرا أن هذا النظام لم يكن رأسماليًا ولا إقطاعيًا، بل كان نظامًا هجينًا نتيجة لتفاعل الحضارة الإسبانية، حول الانتقال من الإقطاعية إلى الرأسمالية، والسكان الأصليين الذين لا يزالون يعيشون فيما قبل التاريخ.
إن الأقاليم الأرجنتينية، المُقيّدة باقتصاداتها المغلقة، والافتقار إلى أي نشاط يرتبط ارتباطًا وثيقًا بالتجارة الخارجية، والكميات الضئيلة من العمالة ورأس المال التي تلقتها بالتالي، تأخرت كثيرًا عن المناطق الأخرى من العالم الاستعماري التي شاركت في التجارة الخارجية. الأنشطة المرتبطة بمركز التصدير الحيوي هي وحدها التي تتمتع بدرجة من الازدهار، كما حدث في توكومان، حيث تم تصنيع القماش، وفي كوردوبا ولويتورال، حيث تُربى الماشية لإمداد مناجم البيرو العليا.
كانت هذه التجارة مقتصرة على إسبانيا قانونيًا: فرض التاج الإسباني نظام احتكار تام يحدّ من الإمدادات ويمكّن التجار الإسبان من رفع الأسعار وزيادة الأرباح. قد كسر التجار البريطانيون والبرتغاليون هذا الاحتكار باللجوء إلى تجارة السلع المهربة.
نمت الرغبة البريطانية في التجارة مع أميركا الجنوبية أثناء الثورة الصناعية وخسارتها لمستعمراتها الثلاثة عشرة في أميركا الشمالية أثناء الثورة الأميركية. ولتحقيق أهدافهم الاقتصادية، شنّت بريطانيا في البداية الغزو البريطاني لريو دي لا بلاتا لغزو المدن الرئيسية في أمريكا الإسبانية ولكنها انهزمت من قبل القوات المحلية التي تسمى الآن الأرجنتين والأوروجواي ليس مرة واحدة بل مرتين دون مساعدة إسبانيا. عندما تحالفوا مع إسبانيا خلال حروب نابليون، طلبوا من السلطات الاسبانية فتح التجارة أمام بريطانيا في المقابل.
أرجع أول مؤرخي الأرجنتين، مثل بارتولومي ميتر، التجارة الحرة إلى التقرير الاقتصادي الذي أعده ماريانو مورينو تمثيل الهاكندادوس، ولكنه الآن يعد النتيجة للتفاوض العام بين بريطانيا وإسبانيا، كما يتجلى في معاهدة أبوداكا-كانينغ في عام 1809. قد عكست أعمال بالتاسار هيدالغو دي سيسنيروس في بوينس آيرس نتائج مماثلة ناشئة عن مدن إسبانية أخرى في أمريكا الجنوبية.
بالمقارنة مع أجزاء أخرى من أمريكا اللاتينية، كان للعبودية دور أقل بكثير في تنمية الاقتصاد الأرجنتيني، يرجع ذلك غالبًا إلى غياب مناجم الذهب ومزارع السكر، التي كانت ستطلب أعدادًا كبيرةً من العمال العبيد. استوردت البرازيل الاستعمارية على سبيل المثال ما يصل إلى 2.5 مليون أفريقي في القرن الثامن عشر. وعلى النقيض من ذلك، وصل ما يقدر ب 100 ألف من العبيد الأفارقة إلى ميناء بوينس آيرس في القرنين السابع عشر والثامن عشر، وكان كثيرون منهم متوجهين إلى الباراغواي وشيلي وبوليفيا.
أُنشئت مزارع الماشية الاستعمارية في منتصف القرن الثامن عشر. وقد ازدادت وتيرة النمو في المنطقة بشكل كبير مع إقامة ملكية ريو دي لا بلاتا البديلة في عام 1776 وعاصمتها بوينس آيرس، وزيادة التجارة القانونية المسموح بها بموجب قانون التجارة الحرة لعام 1778 الذي سمح بالتجارة «الحرة والمحمية» بين إسبانيا ومستعمراتها. هذا النظام التجاري تفكك خلال عصر نابليون، وأصبحت تجارة السلع المهربة شائعة مرة أخرى.